# Papa Benedetto VI
Benedetto VI (Roma, ... – Roma, giugno 974) è stato il 134º papa della Chiesa cattolica dal 19 gennaio 973 alla sua morte.

## Biografia

### Origini
Monaco di origine germanica (il Liber Pontificalis gli attribuisce un'origine romana, così come l'Annuario Pontificio), si sa soltanto che era figlio di un tal Ildebrando e che fu nominato cardinale della diocesi di San Teodoro.

### Pontificato

#### L'elezione contrastata e la consacrazione
Benedetto venne eletto e consacrato papa sotto la protezione dell'imperatore Ottone I, ed era sostenuto sia dal partito filo-imperiale sia, probabilmente, dai circoli riformatori che non volevano una nomina puramente politica in mano ai nobili o al popolo di Roma. Eletto nel settembre del 972 (o al più tardi forse nel dicembre), la necessità di attendere l'autorizzazione di Ottone I allora in Germania (secondo quanto stabilito dal Privilegium Othonis), ritardò la consacrazione di quattro mesi. Fu infatti consacrato soltanto il 19 gennaio del 973.

#### Governo della Chiesa
La politica ecclesiastica di Benedetto VI non fu molto diversa da quella di Leone VIII e Giovanni XIII. Confermò la supremazia della sede di Treviri come la più antica del territorio tedesco; favorì i monasteri riformatori e proibì in modo rigoroso ai vescovi di ricevere compensi per le ordinazioni e le consacrazioni.

#### Nomina di cardinali
Non risulta che papa Benedetto VI, durante il suo pontificato, abbia nominato alcun cardinale.

### La fine del pontificato e la morte
Il 7 maggio 973 morì Ottone I, e i Romani, che mal avevano sopportato la presenza di un altro papa imposto dall'imperatore, rinnovarono la loro indignazione per l'influenza imperiale. Già all'epoca della nomina la potentissima famiglia dei Crescenzi, capeggiata da Crescenzio, aveva sostenuto vigorosamente un suo candidato, Francone figlio di Ferruccio. Per più di un anno la situazione si mantenne tesa, ma nel giugno 974, approfittando del fatto che il nuovo imperatore Ottone II era impegnato a sedare turbolenze interne in Germania, scoppiò un'insurrezione a Roma che portò alla cattura e all'imprigionamento in Castel Sant'Angelo di Benedetto. Crescenzio pose Francone sul Soglio pontificio al posto di Benedetto, col nome di Bonifacio VII e ben presto lo stesso Benedetto VI fu strangolato in carcere da un prete di nome Stefano (che fungeva da longa manus dell'antipapa Bonifacio) o dallo stesso Bonifacio VII. L'Annuario pontificio propende per indicare, come data della fine del pontificato, il mese di luglio, a causa dell'incertezza in cui versava la sorte dello sfortunato pontefice.
In questo contesto si colloca la presunta esistenza dell'antipapa Dono II, eletto il 20 dicembre 973 e morto il successivo marzo, la cui esistenza è stata però messa in serio dubbio, tanto che il suo nome venne nel 1948 cancellato dall'Annuario Pontificio.

## La successione
Nonostante l'avversione iniziale del popolo romano nei confronti di papa Benedetto VI, il suo assassinio scatenò l'orrore e la reazione della plebe, costringendo Francone alla fuga verso Costantinopoli (luglio 974) (dove portò anche il tesoro della Chiesa, con gran soddisfazione del Patriarca), mentre Crescenzio si dovette ritirare in convento; non risulta che Crescenzio tornò più alla vita esterna fino alla morte, avvenuta nel convento di Sant'Alessio nel 984.